# بئر أورا
بئر أورا (ب[בְּאֵר אוֹרָה، وتعني: بئر الضوء] خطأ: {{اللغة-؟؟}}: النص يحتوي على علامة مائلة (مساعدة)). هو تجمع سكاني يقع في منطقة وادي عربة على بعد 19 كم شمال إيلات في أقصى جنوب إسرائيل. في نهاية عام 2018 بلغ عدد سكانها نحو 965 نسمة.